# Lima (football, 1942)
Pour les articles homonymes, voir Antônio Lima dos Santos, Lima (homonymie) et Santos (homonymie).
Antônio Lima dos Santos, dit Lima, est un footballeur brésilien né le 18 janvier 1942 à São Sebastião do Paraíso et mort le 3 février 2025. Il est actif entre 1958 et 1978, et joue au poste de défenseur.

## Carrière en club
- 1958-1960:  Clube Atlético Juventus
- 1961-1973:  Santos Futebol Clube
- 1974:  Fluminense Football Club
- 1975:  Rowdies de Tampa Bay
- 1975-1978:  Associação Atlética Portuguesa Santista

## Carrière internationale
Lima a joué la Coupe du monde 1966 avec l'équipe du Brésil
Il a été sélectionné 13 fois en équipe nationale et a marqué 4 buts.

## Palmarès
- Champion de São Paulo : 1961, 1962, 1964, 1965, 1967, 1968 et 1973 avec le Santos FC
- Vainqueur du Tournoi Rio-São Paulo de football : 1963, 1964 et 1966 avec le Santos FC
- Vainqueur de la Taça Brasil : 1961, 1962, 1963, 1964 et 1965 avec le Santos FC
- Vainqueur de la Copa Libertadores : 1962 et 1963 avec le Santos FC
- Vainqueur de la Coupe intercontinentale : 1962 et 1963 avec le Santos FC
- Vainqueur de la Supercoupe des champions intercontinentaux : 1968 avec le Santos FC